# Epaleura
Epaleura is een geslacht van vlinders uit de familie van de zakjesdragers (Psychidae). De wetenschappelijke naam van dit geslacht is voor het eerst voorgesteld door Edward Meyrick in een publicatie uit 1917.
Dit geslacht is monotypisch, dat wil zeggen dat het maar één soort heeft namelijk Epaleura salaria Meyrick, 1917 die in Zuid-Afrika voorkomt.